# Die Kriegerin
Die Kriegerin (Originaltitel: A Soldier’s Sweetheart) ist ein US-amerikanisches Filmdrama des Regisseurs Thomas Michael Donnelly aus dem Jahr 1998. Das Drehbuch von Thomas Michael Donnelly beruht auf der Kurzgeschichte Sweetheart of the Song Tra Bong aus dem Buch The Things They Carried von Tim O’Brien.

## Handlung
Die Ereignisse werden aus der Perspektive von Rat Kiley gezeigt, der die Geschichte einem Offizier im Feld erzählt.
Eine Einheit der Sanitäter wird im Jahr 1967 im Vietnamkrieg eingesetzt. Rat Kiley beschreibt die Situation spöttisch, der Feind lasse die Einheit in Ruhe, weil sie verwundete Soldaten zurück in die USA schicke, was helfe, die Amerikaner zu demoralisieren. Die Einheit teilt ihr Lager mit den Green Berets, einer Spezialeinheit.
Fossie lässt seine in Cleveland, Ohio lebende Freundin Marianne kommen. Sie gewinnt schnell die Sympathie der Soldaten. Eines Nachts weckt Fossie Kiley und sagt, Marianne sei verschwunden. Kiley schaut nach, ob sie die Nacht mit einem der Soldaten verbringt, anschließend durchsuchen sie das Lager, ohne sie zu finden. Am Morgen kehrt die bewaffnete Marianne mit einer Patrouille der Green Berets zurück. Fossie redet ernsthaft mit ihr, doch sie verschwindet gemeinsam mit der Spezialeinheit für drei Wochen. Nach der Rückkehr zieht Marianne bei den Green Berets ein. Sie erzählt Fossie, wie lebendig und elektrisiert sie sich im Einsatz fühlt.
Marianne übernimmt manchmal Missionen, die den anderen Elitesoldaten zu gefährlich sind. Eines Tages geht sie in den Dschungel und verschwindet dort spurlos. Es wird nie eine Leiche oder Mariannes Waffe gefunden. Kiley wird zu einer anderen Einheit versetzt.
Die Erzählung wird durch einen Angriff der Vietnamesen unterbrochen. Kiley wird während des Kampfes inmitten des Dschungels von seiner Einheit abgeschnitten. Plötzlich sieht er Marianne, die durch den Dschungel schleicht. Er folgt ihr wortlos.

## Kritiken
Elspeth Haughton schrieb im Apollo Guide, der Film sei eine Metapher für die verlorene Unschuld, wie man es aus zahlreichen anderen Vietnamfilmen kenne. Den Film zeichne aus, dass eine Frau sich im traditionell männlich besetzten Gebiet befinde. Ihre „amazonenhafte“ Psyche stelle die menschliche Brutalität dar. Das Konzept sei „clever“, aber die Umsetzung von Donnelly sei schlecht. Die Narration der Off-Stimme störe die Identifikation mit den Teilnehmern der Geschichte („a strategy that yanks us from the story’s substance“). Die Allegorien seien häufig zu „klischeehaft“. Die meisten Charaktere seien schlecht entwickelt.

## Auszeichnungen
Der Film gewann im Jahr 1999 für den Tonschnitt den Golden Reel Award und wurde für den Emmy Award nominiert.

## Hintergrund
Der Film wurde in Neuseeland gedreht. Er hatte seine Weltpremiere am 9. Juni 1998 auf dem Seattle International Film Festival. Am 16. September 1998 wurde er auf dem Toronto Film Festival vorgestellt.